# Jüdischer Friedhof Steinbach (Fernwald)

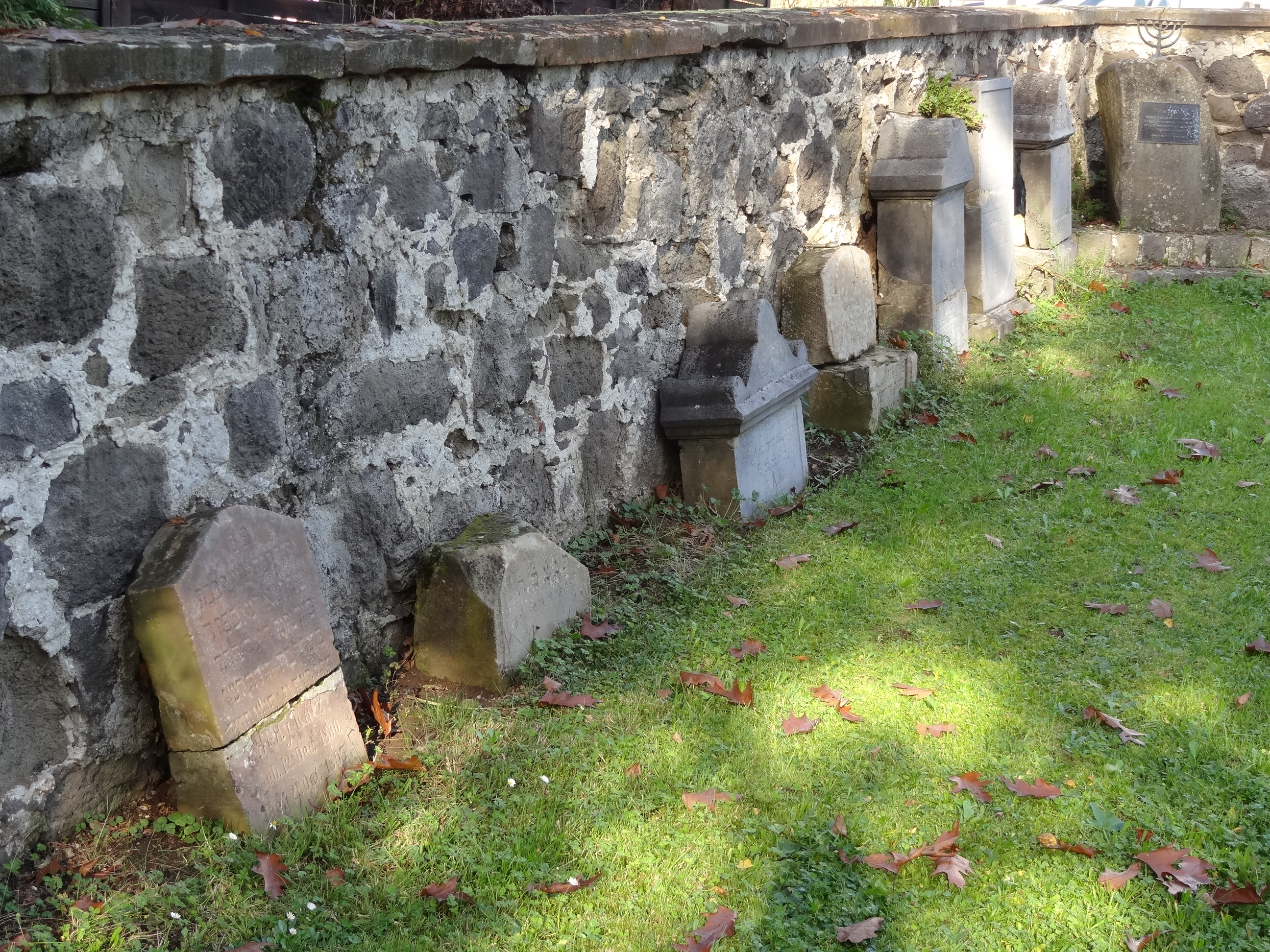
Jüdischer Friedhof in Steinbach

Der Jüdische Friedhof in Steinbach, einem Ortsteil der Gemeinde Fernwald im mittelhessischen Landkreis Gießen, wurde in den 1880er Jahren angelegt. Der Jüdische Friedhof an der Goethestraße ist ein geschütztes Kulturdenkmal.
„Am Rande der Ortsbebauung befindet sich auf einem Grasfeld der jüdische Friedhof mit etwa elf Grabsteinen des frühen 20. Jahrhunderts. Einige Steine sind nur noch bruchstückhaft vorhanden, teilweise sind lediglich die Bekrönungen erhalten. Zwischen den entlang der Umfassungsmauer aufgestellten Grabsteinen befindet sich in der nördlichen Ecke ein 1988 zur Mahnung an die Reichskristallnacht aufgestellter Gedenkstein.“
Beim Novemberpogrom 1938 wurde der Friedhof durch SA-Männer zerstört. 1945 musste der Friedhof auf Anweisung des amerikanischen Militärs soweit möglich wiederhergestellt werden. 
Danach ließ man den Friedhof wieder verwahrlosen. 1963 wurde der nicht belegte Teil des Friedhofes zu einer Grünanlage mit Kinderspielplatz umgestaltet. Der belegte Teil des Friedhofes wurde als Gedenkstätte hergerichtet.